# Tarak Cherif
Tarak Cherif (arabe : طارق الشريف), né le 7 août 1955 à Sfax, est un homme d'affaires tunisien. Il est à la tête du groupe tunisien Alliance. Il fonde par ailleurs en 2011 un syndicat patronal, la Confédération des entreprises citoyennes de Tunisie (CONECT), qu'il préside.
Parallèlement à ses activités professionnelles, il occupe également des responsabilités au sein d'organisations sportives continentales et internationales, notamment actives dans le tennis.

## Formation
Fils d'un riche commerçant de Sfax, il est titulaire d'une maîtrise en droit obtenue à l'université Paris-Sud. Il est diplômé en gestion de l'Institut supérieur de gestion de Paris et en politique internationale de l'Institut des hautes études internationales.

## Activités professionnelles
Tarak Cherif dirige le groupe Alliance dont le chiffre d'affaires, en 2014, s'élève à un peu plus de 230 millions de dinars tunisiens, le plaçant ainsi parmi les vingt premières entreprises privées tunisiennes.
En juin 2021, le groupe Alliance rachète la société Mixal au groupe Hachicha. En septembre de la même année, le groupe rachète SEMPA, une autre société du groupe Hachicha.
Il est par ailleurs administrateur-directeur général de plusieurs sociétés actives dans divers secteurs, notamment dans l'hôtellerie avec les hôtels El Mansour Mahdia, El Mansour Tabarka et le Royal El Mansour Mahdia.
Il a présidé l'institution de micro-crédit Taysir Microfinance.
Il occupe aussi, en tant que président de la CONECT, la fonction de vice-président du Anima Investment Network, une plateforme de coopération pour le développement économique en Méditerranée. En novembre 2021, Tarak Cherif est réélu à cette fonction pour la période 2022-2024.

## Activités syndicales

### Responsabilités au sein de l'UTICA
Entre 1995 et 2002, il siège au bureau exécutif de l'Union tunisienne de l'industrie, du commerce et de l'artisanat (UTICA), le principal syndicat patronal tunisien, dont il préside la commission des affaires sociales ; Il y fonde aussi la Fédération nationale de la chimie.
De plus, il co-préside pendant plusieurs années, aux côtés d'Éric Hayat, le Conseil de chefs d'entreprises France-Tunisie, un partenariat entre le Medef et l'UTICA.

### Création de la CONECT
En 2011, Tarak Cherif quitte l'UTICA pour fonder la Confédération des entreprises citoyennes de Tunisie (CONECT), une organisation syndicale patronale qui rassemble des entreprises privées et publiques, tunisiennes et étrangères, exerçant dans différents secteurs de l'économie tunisienne.
Il affirme lors du lancement de la CONECT que celle-ci « n'est pas en dissidence ou en opposition avec l'UTICA. Au contraire, elle sera prête à travailler avec n'importe quelle structure économique et syndicale ».

## Responsabilités dans le secteur sportif
Tarak Cherif est le premier vice-président de la Fédération tunisienne de tennis de 1995 à 1998 puis son président de 1998 à 2009. Il occupe également les fonctions de premier vice-président de la Confédération africaine de tennis de 2000 à 2004 puis de président depuis 2004,.
Il est par ailleurs membre du comité olympique de la Fédération internationale de tennis de 2005 à 2013 et membre de son conseil d'administration de 2013 à 2015.

## Autres fonctions
Il est membre du conseil d'administration de la Caisse nationale de sécurité sociale de 1995 à 2002 et de l'Institut national des sciences appliquées et de technologie de 2003 à 2007.
Il est consul honoraire de Turquie en Tunisie dès mai 2011.
En avril 2018, il est également élu vice-président de la Fédération des hommes d'affaires arabes (Federation of Arab Businessmen) pour la période courant jusqu'en 2022, et ce en marge des travaux de la seizième rencontre de l'Arab Business Community tenue à Amman en Jordanie.
En juillet 2019, il est désigné président du Conseil de coopération koweito-tunisien, en représentation de la partie tunisienne.

## Distinctions
Tarak Cherif a reçu plusieurs décorations en Tunisie et à l'étranger :
- Officier de l'Ordre de la République tunisienne ;
- Commandeur de l'Ordre tunisien du Mérite (Tunisie) ;
- Grand officier de l'ordre du Mérite du Portugal ;
- Commandeur de l'Ordre du Mérite (Sénégal), remis le 11 janvier 2004 par le président Abdoulaye Wade[2] ;
- Chevalier de la Légion d'honneur (France).